# تاريخ أستراليا العسكري في الحرب العالمية الثانية

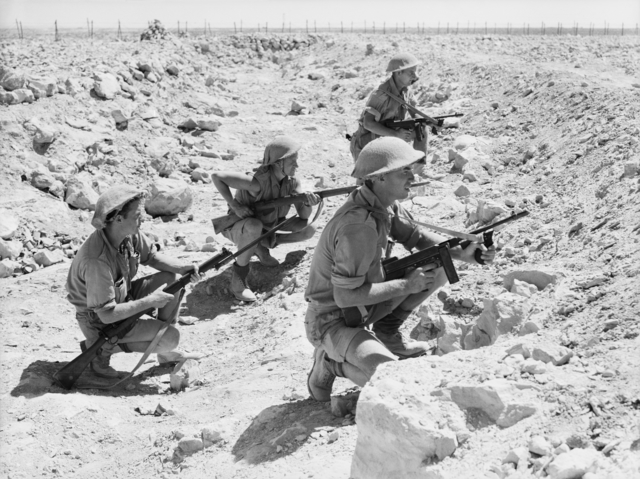
دورية من كتيبة المشاة 2/13th في طبرق في شمال أفريقيا. شهد عام 1941 حصار طبرق واستطاعت الحامية الأسترالية وقف تقدم فرق هتلر بانزر للمرة الأولى منذ بدء الحرب

دخلت أستراليا الحرب العالمية الثانية بعد فترة قصيرة من غزو بولندا، معلنة الحرب على ألمانيا في 3 سبتمبر 1939 . وبحلول نهاية الحرب، كان عدد الذين خدموا في القوات المسلحة قارب المليون.، الذين حاربوا أصلًا في المسرح الأوروبي للحرب العالمية الثانية، وشاركوا في حملة شمال أفريقيا، وجنوب غرب المحيط الهادي. وكانت أستراليا تتعرض للمرة الأولى لهجوم مباشر على أراضيها بعد الاستعمار. وكان عدد ضحاياها خلال الحرب 39,000 جندي، وأصيب 23,477 آخرين.
خاضت أستراليا في الفترة الممتدة بين 1939- 1945 حربين  واحدة ضد ألمانيا وإيطاليا وحلفائها في أوروبا كجزء من الكومنولث البريطاني وعلى جانب المملكة المتحدة والولايات المتحدة وحلفاء آخرين ضد اليابان وحلفائها في منطقة المحيط الهادي (يوليو 1937 إلى سبتمبر 1945). على الرغم من انسحاب معظم القوات الأسترالية من البحر الأبيض المتوسط بعد اندلاع حرب المحيط الهادي، كان سلاح الجو الملكي الأسترالي ضالع بشكل عميق في حرب جوية ضد حلفاء ألمانيا. بين عامي 1942 وأوائل عام 1944، لعبت القوات المسلحة الأسترالية دورا رئيسيا في جنوب غرب المحيط الهادئ في الحرب ضد اليابان بعد غزوها لسنغافورة، حيث أنشأت أكبر وحدة للقوات الحليفة في ذلك الوقت. وفي منتصف عام 1944 قاتلوا على جبهات جانبية، أدت إلى استمرار العمليات الهجومية ضد القوات اليابانية. وواصلت القوات الأسترالية المشاركة في الحرب الجوية ضد ألمانيا.
تسببت الحرب العالمية الثانية العديد من التغييرات في السيا سة الاقتصادية والعسكرية والخارجية لأستراليا. ازدهرت الصناعة في أستراليا، قامت الحكومة الأسترالية تعزيز القوات المسلحة في زمن السلم والسياسة العسكرية حيث بدأت أستراليا تحول تركيز سياستها الخارجية من بريطانيا إلى الولايات المتحدة الأمريكية، وأصبحت أستراليا ضمن حلف عسكري جديدة مع الولايات متحدة، يسمى أنزوس. أدى رحيل عدد من المهاجرين الأوروبيين بعد الحرب إلى تغيرات في المجتمع الأسترالي.

## الوضع قبل الحرب
بعد أزمة الاقتصاد في الفترة الممتدة من 1929 -1932، عانت أستراليا كثيرا من الكساد العظيم. هذا محدودة نفقات الدفاع الأسترالية وأدى إلى انخفاض في حجم وفعالية القوات المسلحة خلال أواخر الأعوام 1920 و1930 في وقت مبكر.
في السنوات التي قبل الحرب، اتبعت أستراليا سياسة بريطانيا البوليسية ضد ألمانيا النازية، بالموافقة على معاهدة ميونخ وضمان استقلال بولندا.

### سياسة الدفاع

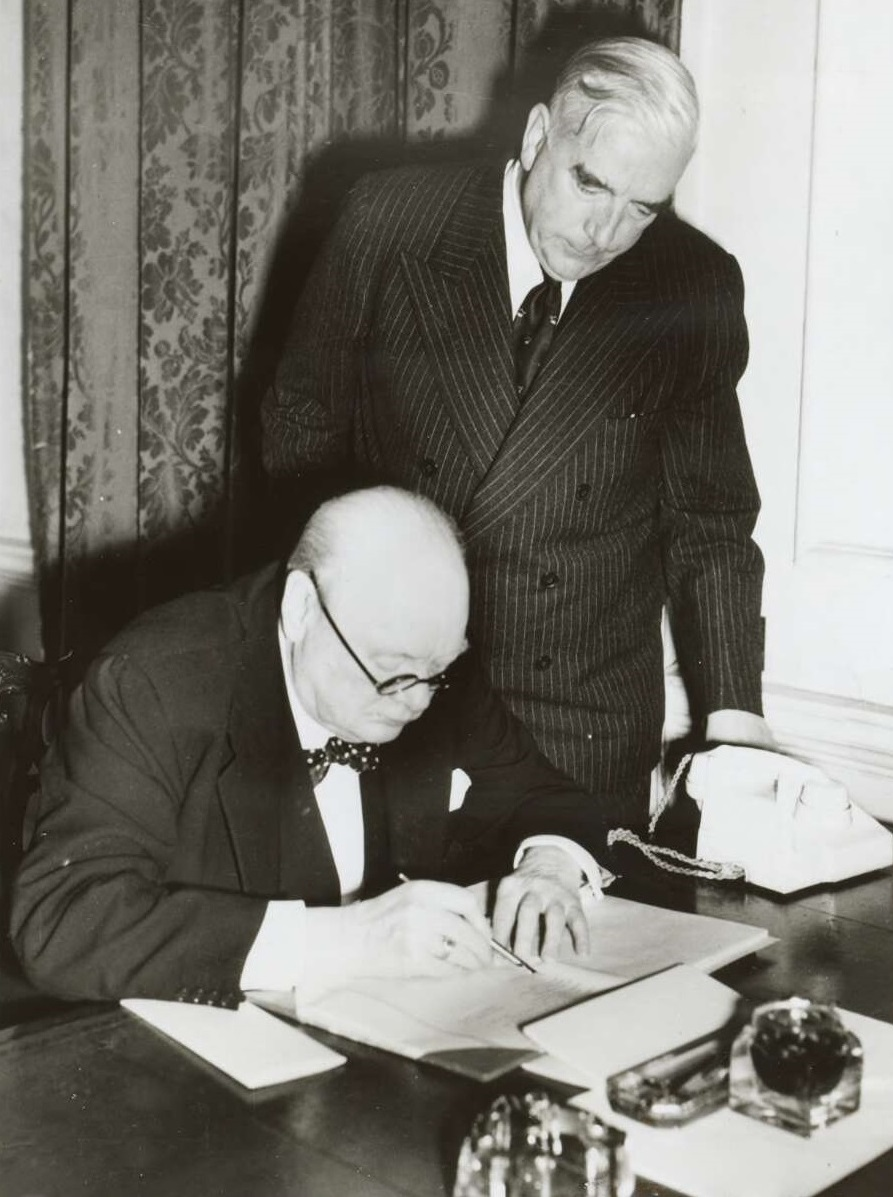
رئيس الوزراء روبرت مينزيس ورئيس الوزراء البريطاني ونستون تشرشل في عام 1941

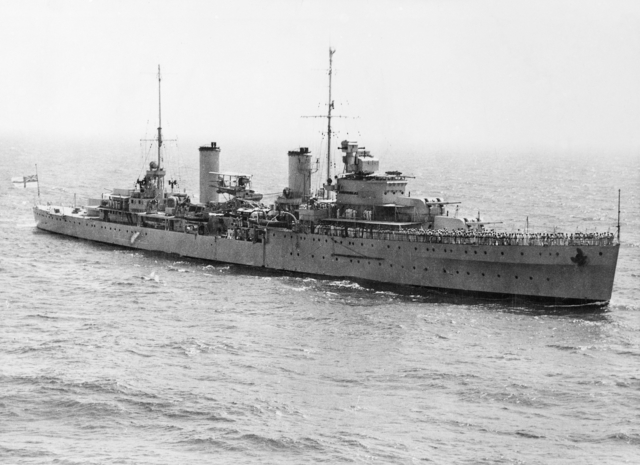
سفينة حربية أسترالية فقدت في معركة في المحيط الهندي في نوفمبر 1941.

حتى أواخر عام 1930، كان الدفاع ليست قضية كبيرة بالنسبة للأستراليين، وفي اننتخابات 1937 دعت الأحزاب السياسية إلى زيادة الإنفاق العسكري، وفي ظل زيادة العدوان الياباني في الصين والعدوان الألماني في أوروبا. وكان هناك اختلاف في الرأي حول كيفية تخصيص الإنفاق على الدفاع، وأكدت حكومة حزب أستراليا المتحدة بالتعاون مع بريطانيا في " سياسة الدفاع الامبراطورية. " وكان العمود الفقري للقاعدة البحرية البريطانية في سنغافورة وأسطول المعركة البحرية الملكية " التي كان من المأمول، استخدامه في وقت الحاجة
الإنفاق الدفاعي في السنوات ما بين الحربين تعكس أولوية الإنفاق العسكري. في الفترة 1921-1936 بلغ حجم الإنفاق على البحرية الملكية الأسترالية £40,000,000، و20 مليون جنيه إسترليني على الجيش الأسترالي و6 ملايين جنيه استرليني على سلاح الجو الملكي الأسترالي، وبلغ الإنفاق على القاعدة البحرية البريطانية في سنغافورة 6 مليون جنيه استرليني. في عام 1939 كانت البحرية أفضل تجهيزا للحرب والتي اشتملت على نوعين من الطرادات الثقيلة وأربعة طرادات خفيفة. خوفا من النوايا اليابانية في المحيط الهادئ، أنشأ مينزيس رئيس وزراء أستراليا سفارات مستقلة في طوكيو وواشنطن من أجل الحصول على أخبار مستقلة عن التطورات.
في نوفمبر عام 1936، قال زعيم حزب العمل جون كورتين «إن اعتماد أستراليا على الكفاءة، ناهيك عن الاستعداد، من رجال الدولة البريطاني]، لإرسال قوات لمساعدتنا أمر خطير للغاية يشكل خطرا على أساسها لتأسيس سياسة الدفاع الأسترالية».
وفقا لجون روبرتسون، «أدرك بعض القادة البريطانيين أيضا أن بلادهم لا يمكنها محاربة اليابان وألمانيا في نفس الوقت.» ولكن «هذا لم يكن أبدا مناقشتها بصراحة في اجتماع... (ق) من مخططي الدفاع الأسترالية والبريطانية»، مثل المؤتمر الإمبراطوري 1937. بحلول سبتمبر 1939 بلغ عدد الجيش الأسترالي النظامي 3,000. وأقيم حملة تجنيد في أواخر عام 1938، بقيادة اللواء توماس بلامي لزيادة ميليشيات الاحتياطي إلى ما يقارب من 80,000  وكان سلاح الجو الأسترالي ضعيف وكان بعدد 246 طائرة، ومعظمهم من كبار السن.

## اندلاع الحرب

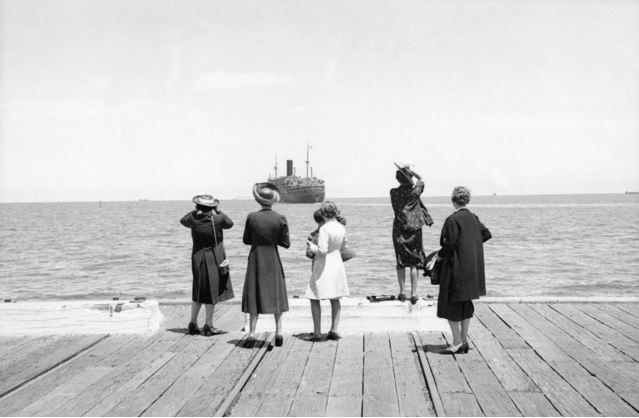
العائلة والأصدقاء يلوحون وداعا للسفينة المغادرة لنقل القوات RMS Strathallan

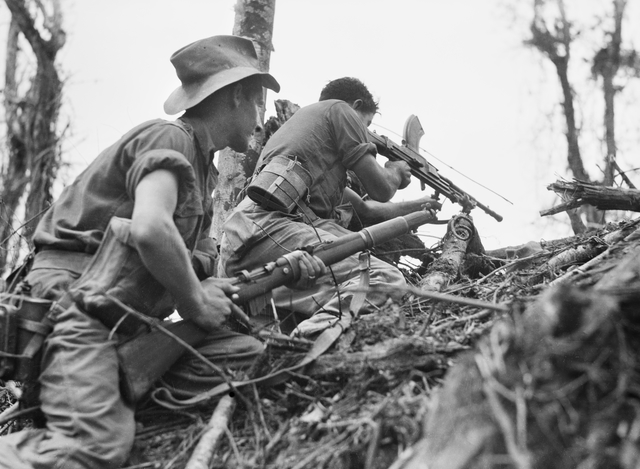
فريق مدفع رشاش خفيف أثناء العمل بالقرب من ويواك،بابوا غينيا الجديدة، في يونيو 1945

دخلت أستراليا في الحرب ضد ألمانيا في 3 أيلول عام 1939, بعد وقت قصير أعلنت بريطانيا الحرب عندما أمهلت ألمانيا من أجل الانسحاب من بولندا. على عكس كندا وجنوب أفريقيا لم يكن هناك أي نقاش التشريعية. قامت حكومة أستراليا كما قال رئيس الوزراء روبرت مينزيس 

| تاريخ أستراليا العسكري في الحرب العالمية الثانية | بريطانيا في حالة حرب وبالتالي أستراليا في حالة حرب. | تاريخ أستراليا العسكري في الحرب العالمية الثانية |

 وطلبت لندن لإعلام ألمانيا أن تبلغ أن أستراليا منتسبة للمملكة المتحدة. وقدم الدعم لأستراليا الحرب في المقام الأول على أساس أن مصالحها ترتبط بشكل وثيق مع بريطانيا، والتي من شأنها أن هزيمة البريطانيين تسبب تدمير منظومة الدفاع الإمبراطورية التي كانت تعتمد عليها أستراليا أمنيا ضد اليابان. هذا الموقف حصل على دعم الجمهور كاد يكون عالميا، على الرغم أن الحماس للحرب كان قليل. في الوقت الذي أعلن فيه الحرب، كانت القوات المسلحة الأسترالية أقل استعدادا من عند اندلاع الحرب العالمية الأولى في أغسطس آب 1914. الملكية الأسترالية البحرية (RAN) كانت أفضل إعدادا من الخدمات الثلاث، ولكن كانت صغيرة ومجهزة مع اثنتين فقط من الطرادات الثقيلة، وأربعة طرادات خفيفة، وخمس مدمرات عفا عليها الزمن وعدد من السفن الحربية الصغيرة ومساعدة. في حين بدأت الحكومة الأسترالية توسعة عسكرية كبيرة ونقل بعض أفراد الأطقم الجوية RAAF ووحدات للسيطرة البريطانية قبل اندلاع الحرب، حيث كانت غير راغبة في أن توفد فورا قوة التدخل السريع بسبب التهديد الذي يشكله التدخل الياباني.
استغرقت أول تسديدة أسترالية في الحرب بضعة ساعات، بعد إعلان الحرب أطلقت البندقية في فورت كوين سكليف عبر مقدمة سفينة أسترالية كما حاولت مغادرة ملبورن دون التراخيص المطلوبة. 10 في أكتوبر عام 1939، أصبح سرب الطائرات رقم 10 فوق سندرلاند، قاعدتها في بريطانيا لإعادة المعدات، وأصبح أول قوات جوية أسترالية والكومونلوث ذهبت إلى المهمة في تونس.
في تاريخ 15 سبتمبر عام 1939، أعلن مينزيس تشكيل قوة إمبراطورية أسترالية ثانية باسم (AIF). كانت هذه قوة التدخل السريع، والتي تألفت في البداية من 20,000 رجل نظمو في فرقة مشاة (كتيبة 6) ووحدات مساعدة. كانت AIF منفصلة مؤسسيا عن CMF، التي كانت مقتصرة من الناحية القانونية للخدمة في أستراليا وأراضيها الخارجية، وتشكلت من خلال جمع وحدات جديدة بدلا من وحدات CMF. في 15 نوفمبر أعلن رئيس الوزراء مينزيس إعادة التجنيد للدفاع عن الوطن خدمة فعالة بتاريخ 1 يناير1940. إعادة التجنيد للAIF كان بطيئا في البداية، ولكن كان واحد من كل ستة رجال في سن الخدمة العسكرية جنّد بحلول مارس عام 1940 وكانت هناك زيادة ضخمة في عدد المتطوعين بعد سقوط فرنسا  في يونيو 1940 ، تطوع الرجال ل AIF لمجموعة من الأسباب، مع كونها الأكثر شيوعا الشعور بالواجب للدفاع عن أستراليا والإمبراطورية البريطانية. في بداية عام 1940 انتشرت الخدمات وعرض اللوائح التي تمنع تجنيد الناس «من أصل أوروبي»، في حين أن هذه القونين كانت تعامل بصرامة من قبل الملكية الأسترالية البحريةRAN والجيش، واصلت القوات الجوية RAAF قبول أعداد قليلة من الأستراليين غير الأوروبيين.
أثيرت وحدات القوة الامبراطورية الأسترالية الرئيسية بين عامي (1939 و1941). ثم تم تشكيل الشعبة السادسة خلال شهري تشرين الأول وتشرين الثاني عام 1939 وشرعت في الشرق الأوسط في أوائل عام 1940 إلى استكمال التدريب واستقبال المعدات الحديثة بعد تأكد الحكومة البريطانية للحكومة الأسترالية أن اليابان لا تشكل تهديداً فورياً وكان من المقرر أن التقسيم سينضم إلى قوة المشاة البريطانية في فرنسا عندما كانت استعداداتها كاملة، ولكن هذا لم يتم تقييمه كما غزا فرنسا قبل جاهزية التقسيم.
في حين أن الحكومة اقترحت في البداية نشر كامل قوات سلاح الجو الملكي الأسترالي، وبدلاً من ذلك تقرر تركيز قوة الموارد على تدريب أفراد الأطقم الجوية لتسهيل التوسع الهائل في القوة الجوية (للكومنولث). في أواخر عام (1939) أنشأت أستراليا والسيادات الأخرى خطة تدريب الجوية الامبراطورية لتدريب أعداد كبيرة من الرجال للخدمة في سلاح الجو الملكي البريطاني ووحدات الكومونولث الجوية الأخرى.
في نهاية المطاف تم تدريب ما يقارب (28000) أسترالي من خلال خطة التدريب الجوي الامبراطوري في المدارس في كل من أستراليا – وكندا – وروديسيا، في حين أن العديد من هؤلاء الرجال نشروا على أستراليا أسراب المادة الخامسة عشرة، وخدم الأغلبية مع بريطانيا وأسراب سيادات أخرى. وعلاوة على ذلك، كانت هذه المسمية بأسراب أستراليا لا تخضع لسيطرة سلاح الجو الملكي الأسترالي والأستراليين، وفي الغالب، الأستراليين صنعوا الأقلية من الطيارين منهم.
كما لم يكن للحكومة الأسترالية أي سيطرة فعالة على كيفية استخدام الطيارين المدربين من خلال خطة التدريب الامبراطوري الجوي ومعظم المؤرخين الأستراليين يعتبرون أن المخطط أعاق تطوير القدرة الدفاعية لأستراليا. ومع ذلك تمثل تدريب طيارين سلاح الجو الملكي الأسترالي من خلال مخطط إمبراطورية التدريب الجوي الممثلة بنحو 9% من جميع أطقم الطائرات الذين قاتلوا لأجل سلاح الجو الملكي في المسارح الأوروبية والمتوسطية وقدمت مساهمة هامة في عمليات الحلفاء.

## شمال أفريقيا والبحر الأبيض المتوسط والشرق الأوسط
خلال السنوات الأولى من الحرب العالمية الثانية، كانت إستراتيجية أستراليا العسكرية منحازة مع المملكة المتحدة.
تماشياً مع هذا، معظم الوحدات العسكرية الأسترالية المنتشرة في الخارج في عامي (1940 و1941) كانت قد أرسلت لمنطقة البحر الأبيض المتوسط والشرق الأوسط، حيث شكلوا جزءاً رئيسيا من قوات الكومنولث في المنطقة.
رأى ثلاث فرق مشاة القوة الامبراطورية الأسترالية أن ارسالها إلى الشرق الأوسط اجراءات واسعة النطاق كما فعلت أسراب قوة التدريب الجوي الأسترالي (القوات الجوية الأسترالية) والسفن الحربية.

## شمال أفريقيا
كان سلاح البحرية الملكي أول الخدمات الأسترالية لرؤية العمل في البحر الأبيض المتوسط. في وقت دخول إيطاليا الحرب في تاريخ (10-1-1940)
كان سلاح البحرية الملكية الأسترالية طراد واحد (سيدني) وخمسة مسننات مدمرة من ما يسمى ب (أسطول خردة الحديد) في الإسكندرية مع أسطول البحر الأبيض المتوسط البريطاني. خلال الأيام الأولى من معركة البحر الأبيض المتوسط، قامت سيدني باغراق المدمرة الإيطالية وغواصة (فوياجر).
حافظ أسطول البحر الأبيض المتوسط على وتيرة تشغيلية عالية. وفي يوم (19 تموز) قامت سيدني مشتركة مع سرب المدمرة البريطانية، وتشارك الصيام الطرادات الخفيفة الإيطالية
Bartolomeo Colleoni and Giovanni Dalle Bande)) في معركة (كيب سبادا). وفي المعركة التالية، غرقت
(Bartolomeo Clleoni). لقد قضت السفن الأسترالية الكثير من وقتها في البحر خلال عام (1940) وكانت (سيدني) مرتاحة مع السفينة الأخرى (بيرث) في (شباط 1941).
رأى الجيش الأسترالي أول عمل في عملية البوصلة، هجوم الكومنولث الناجح في شمال أفريقيا الذي أجري في الفترة ما بين (كانون الأول 1940 وشباط 1941).
التقسيم السادس خلص التقسيم الهندي الرابع في تاريخ (14 كانون الأول)، وعلى الرغم من أن الشعبة السادسة لم تكن مجهزة تجهيزاً كاملاً، الا أنها أكملت تدريبها وأعطيت مهمة التقاط الحصون الإيطالية تجاوزه من قبل الفرقة البريطانية المدرعة السابعة خلال تقدمه.
التقسيم السادس ذهب في عمل في (بارديا) في تاريخ (3 كانون الثاني1941). وعلى الرغم من أن القلعة كانت مأهولة من قبل أكبر قوة إيطالية، الا أن المشاة الأسترالية اخترقت الخطوط الدفاعية بسرعة، بدعم من الدبابات والمدفعية البريطانية.
استسلمت غالبية القوة الإيطالية في تاريخ (5 كانون الثاني)، وأخذ الأستراليين (40000) سجين.
يعود نجاح الشعبة السادسة من خلال الاعتداء على قلعة (طبرق) في تاريخ (21 كانون الثاني). تم تأمين (طبرق) في اليوم التالي مع (25000) سجين إيطالي.
و في وقت لاحق دفعت الشعبة السادسة الغرب على طول الطريق الساحلي إلى (برقة) واستولوا على (بنغازي) في تاريخ (4 شباط).
تم سحب الشعبة السادسة للانتشار في اليونان في وقت لاحق في (شباط)، وحلت محله الشعبة التاسعة غير المختبرة من قبل، والتي تولت مهام حامية في برقة.
في الأسبوع الأخير من شهر (شباط) عام (1941), شنت قوة بقيادة ألمانيا هجوماً في (برقة) التي هزمت قوات الحلفاء بسرعة في المنطقة مما أدى إلى الانسحاب العام تجاه مصر.
شكلت الشعبة التاسعة الحرس الخلفي لهذا الانسحاب، وفي يوم (16 نيسان) صدر أمر للدفاع عن ميناء مدينة طبرق المهم لمدة شهرين على الأقل.
أثناء حصار طبرق التي تلت ذلك الشعبة التاسعة يعززه لواء (18) التابع للشعبة السابعة والمدفعية البريطانية وأفواج مدرعة تستخدم التحصينات، الدوريات العدوانية والمدفعية لاحتواء وهزيمة الهجمات المدرعة والمشاة الألمانية. وقد أصيب مدافعين (طبرق) من قبل أسطول البحر الأبيض المتوسط. والمدمرات الأسترالية المسنين قدموا أشواط متكررة من الهروب في المنفذ (الميناء). غرقت (ويذرن وباراماتا) خلال هذه العمليات. بناءً على طلب من الحكومة الأسترالية، تم سحب الجزء الأكبر من الشعبة التاسعة من (طبرق) في (أيلول وتشرين الأول عام 1941) واستعيض عن شعبة 70 البريطانية.
اضطرت الكتيبة (2\ الثالث عشر)البقاء في (طبرق) حتى تم رفع الحصار في (كانون الأول) عندما تعرضت قافلة الاخلاء لهجوم.
الدفاع عن (طبرق) كلف الوحدات الأسترالية تشارك (3009) ضحية بينهم (832) قتيل و (941) أسير.
```
كما شارك أيضاً سربين من المقاتلة الأسترالية في القتال في شمال أفريقيا.
```

سيطر الأستراليين على جناح رقم (239) ووحدة كيرتس (ع-40) المجهزة في سلاح الجو الصحراوي على شكل سربين من سلاح الجو الملكي الأسترالي، وسرب رقم (3) وسرب رقم (450), والعديد من الأفراد الأستراليين في أسراب سلاح الجو الملكي البريطاني. يختلف هؤلاء السربين عن أسراب سلاح الجو الملكي الأسترالي الأخرى في منطقة البحر الأبيض المتوسط وذلك في تكوينها موظفين الأرض الأسترالية والطيارين بالدرجة الأولى. وكانت وحدات سلاح الجو الملكي الأسترالي الأخرى تمتلك في الغالب طواقم أرضية تتكون من أفراد سلاح الجو الملكي البريطاني.
اليونان، كريت، ولبنان:
في أوائل عام (1941) اشتركت الشعبة السادسة ومقر الفيلق الأول في حملة الحلفاء المشأمة للدفاع عن اليونان من الغزو الألماني.
وقائد الفيلق، وملازم أول- العام (توماس بلامي)، ورئيس الوزراء (مينزينس) على حد سواء يعتبروا العملية بأنها محفوفة بالمخاطر ولكن وافق على المشاركة الأسترالية بعد أن قدمت لهم الحكومة البريطانية احاطات التي قللت عمداً فرصة الهزيمة.
كانت قوة الحلفاء المنتشرة في اليونان أصغر بكثير من القوة الألمانية في المنطقة، وتعرض الدفاع عن البلاد للخطر من خلال التناقضات بين خطط اليونان والحلفاء.